# 1547
Cette page concerne l'année 1547  du calendrier julien. Pour l'année 1547 av. J.-C., voir 1547 av. J.-C.
L'année 1547 est une année commune qui commence un samedi. 

## Événements
- Janvier-juillet : François Xavier séjourne aux Moluques (actuelle Indonésie)[1].
- 13 juin : le prêtre Pedro de la Gasca, envoyé par Charles Quint pour pacifier le Pérou, débarque à Tumbes et réussit à rallier de nombreux mécontents[2]. En août, il descend jusqu’à Trujillo, puis oblique vers la cordillère et rassemble ses troupes dans la vallée de Jauja.
- 1er juillet : création de l'évêché d'Asuncion[3].

- 1er septembre : échec d'une expédition du comte d'Alcaudète, gouverneur espagnol d’Oran, contre Mostaganem[4].

- 20 octobre : journée de Huarina. Diego Centeno (es) marche sur Cuzco avec une quarantaine d’hommes. Francisco de Aguirre, envoyé par Antonio de Robles, commandant de la place, pour l’anéantir, passe dans son camp. Centeno parvient à s’emparer de Cuzco mais est vaincu par Gonzalo Pizarro à Huarina le 20 octobre. Il parvient à s’enfuir[5].
- Novembre : Domingo Martínez de Irala remonte le rio Paraguay puis rejoint le Pérou par la Bolivie[6]. Arrivé à Cuzco, Irala est rétrogradé au rang de capitaine par le vice-roi sur ordre de Charles Quint. Rentré à Asuncion, il trouve la ville en pleine guerre civile. Il mate les rebelles de justesse, et sera nommé gouverneur de La Plata avant de mourir.
- 29 décembre : Pedro de la Gasca marche vers Cuzco avec 1 900 hommes[2]. Il séjourne à Andaguairas où le rejoignent Centeno et Pedro de Valdivia.

### Europe
- 2 janvier : conjuration de Fiesque à Gênes[7]. Gian Luigi Fieschi, appuyé par François Ier, puis par le duc de Plaisance et Paul III tente de renverser Andrea Doria. Sa mort accidentelle[8] fait échouer la conjuration qui sera durement réprimée. Les Fiesque se réfugient en France.
- 16 janvier : Ivan IV de Russie, dit Ivan le Terrible, est sacré tsar (caesar) à Moscou à la cathédrale de la Dormition. Il inaugure son règne personnel[9].
- 31 janvier : début du règne de Édouard VI d'Angleterre, couronné le 20 février 1548 (fin en 1553). Edward Seymour, 1er duc de Somerset, oncle et « protecteur » du roi exerce le pouvoir avec un Conseil de régence de 18 membres désigné par Henri VIII (Cranmer, Dudley, duc de Northumberland, Thomas Howard, duc de Norfolk, etc.)[10]. L’archevêque de Cantorbéry Thomas Cranmer devient par la volonté d’Henri VIII mourant l’un des régents d’Édouard VI et poursuit les réformes religieuses entamées sous le règne précédent. Il dirige la préparation des Homélies, publiées en juillet[11].
- 1er-2 février : le métropolite Macaire réunit un synode épiscopal à Moscou qui décide l’élaboration de listes de nouveau saints russes. Macaire est l'auteur vers 1530-1540 d'un Grand ménologe contenant toutes les Vies de saints russe[12].
- 3 février : Ivan IV épouse Anastasia Romanovna Zakharine[9] dont le frère, Nikita, est le grand-père de Michel III, premier tsar de la dynastie des Romanov.
- 21 février : les marranes d’Ancône, venus du Portugal sous Clément VII (1523-1534), obtiennent du pape Paul III un sauf-conduit leur garantissant, en cas de poursuite pour apostasie, de relever de la seule juridiction papale[13]. La communauté prospère et contrôle le trafic maritime de la ville avec le Levant.
- 11 mars : le concile de Trente est transféré à Bologne à cause d’une épidémie mais ne peut se réunir ; ajourné indéfiniment le 1er juin, il reprend en 1551[14].
- 31 mars : mort de François Ier[15]. Henri II est proclamé Roi de France le 23 mai.
- 12 avril et 21 juin : incendies de Moscou[16]. Les palais du tsar et du métropolite, l’arsenal et plusieurs églises sont détruites. La population les attribue à la sorcellerie : un vampire déterre les morts, arrache leur cœur et s’en sert pour faire une drogue qui propage l’incendie. Les Glinski, accusés, sont arrêtés, puis sous la pression populaire livrés à la foule. Ivan IV s’entoure alors de conseillers compétents : le métropolite Macaire, son précepteur, le prêtre Sylvestre, le prince André Kourbski (1528-1583) et le chambellan Alexis Adachev, tous partisans de grandes réformes forment le Conseil du tsar[17].

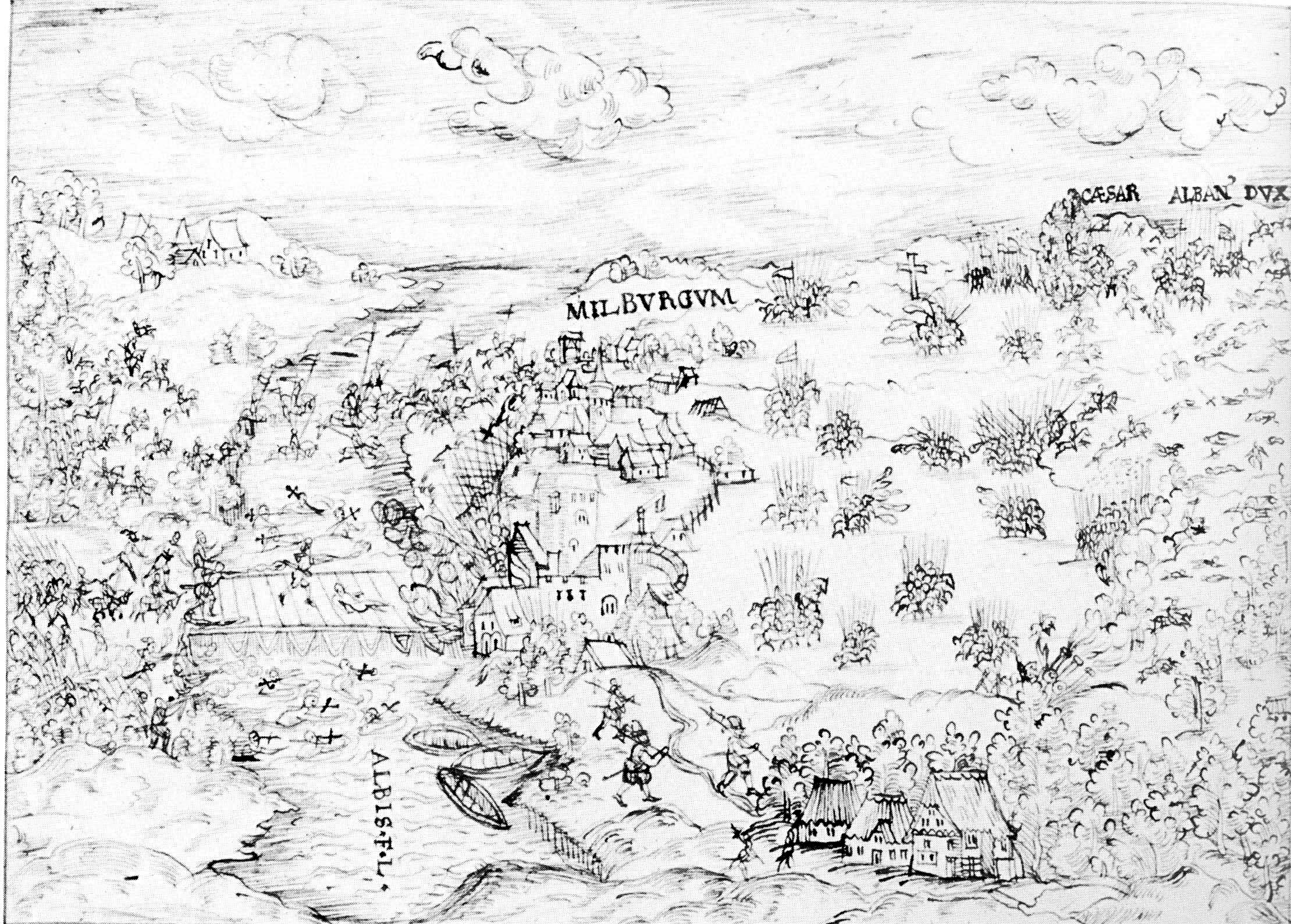
24 avril : bataille de Mühlberg.

- 24 avril : victoire des troupes de Ferdinand Alvare de Tolède, troisième duc d'Albe, aidées de Maurice de Saxe sur la ligue de Schmalkalden à la bataille de Muehlberg[18].
- 11 mai : le vice-roi de Naples Pedro Álvarez de Toledo institue, d'après les ordres de l'empereur, le tribunal de l'inquisition espagnole ce qui provoque l'insurrection des Napolitains. L'agitation continue jusqu'au retrait de l'édit par Charles Quint le 12 août[19].
- 19 mai : capitulation de Wittemberg[20]. Triomphe de Charles Quint sur la ligue de Smalkalde.

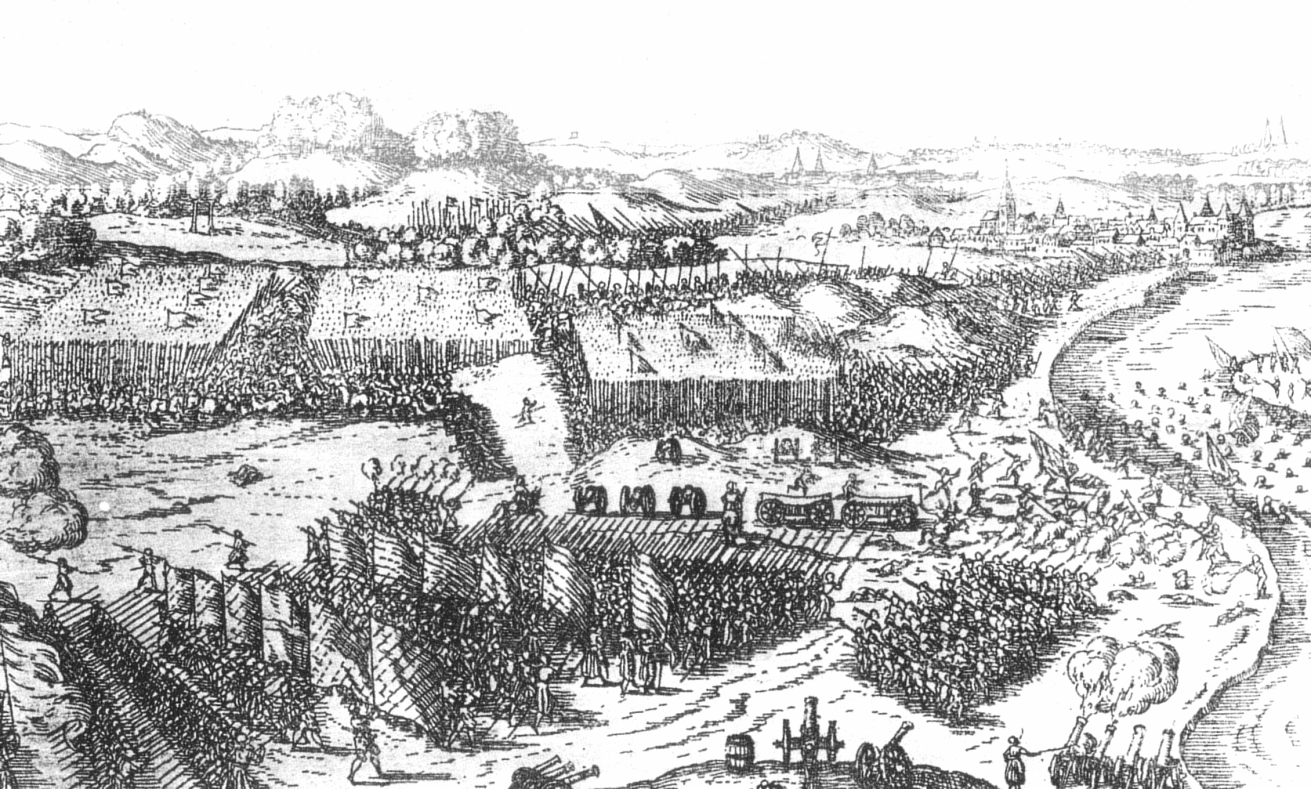
23 mai : bataille de Drakenburg.

- 23 mai : victoire de la ligue de Smalkalde sur les Impériaux à la bataille de Drakenburg sur la Weser[21].
- 19 juin : trêve pour cinq ans de Ferdinand d’Autriche avec les Ottomans moyennant un tribut annuel de 30 000 florins d’or[22].
- 30 juin : prise du château de Prague[23]. Après Muehlberg, Ferdinand de Habsbourg écrase la révolte des États tchèques acquis à la réforme. Le 22 août, les chefs de la révolte sont exécutés à la diète. Il appelle les jésuites à Prague.
- 16 juillet : l’Inquisition est rétablie au Portugal[24]
- 23 juillet[25] : statuts de pureté de sang (limpieza de sangre) du chapitre de Tolède, promulgué par l’archevêque Siliceo, réservant aux « vieux chrétiens » l’accès à certains corps constitués, qui se généralise pendant la seconde moitié du siècle (chapitres, ordres religieux et militaires, charges, confréries et corporations).
- 31 juillet, Angleterre : les Injonctions royales interdisent les processions, autorisent la communion sous les deux espèces, ordonnent la lecture des Épîtres et des Évangiles et abolissent les Six articles[26].
- Septembre : les Anglais envahissent l'Écosse[27].
- 1er septembre : ouverture de la diète d’Augsbourg, qui consacre la victoire de l’empereur[28].
- 10 septembre :
  - Assassinat de Pier Luigi Farnese, fils du pape Paul III à Plaisance. Le gouverneur de Milan, Ferdinand Gonzague, se saisit de Plaisance au nom de l’empereur. Les deux fils de Pier Luigi, Octave (soutenu par la France) et Horace (soutenu par l’Empire), se disputent la succession. Le cardinal Ciocchi del Monte (le futur Jules III) réussit à éviter un conflit entre les grandes puissances et Octave devient duc de Parme et de Plaisance tandis que son frère reçoit des compensations[29].
  - Victoire du duc de Somerset à la bataille de Pinkie sur les Écossais[30].
- 18 octobre : Jean de Ligne épouse Marguerite de La Marck, comtesse d'Aremberg[31].
- 4 novembre : bulle de création de l’Université jésuite de Gandia, en Catalogne, offerte à la Compagnie de Jésus par le duc François Borgia[32].
- 16 décembre : Calvin doit faire face à Genève à une foule déchaînée contre lui[33].

- Persécution des Frères moraves. Chassés de Bohême par Ferdinand, ils s’installent en Pologne près de la frontière où ils bénéficient de la protection des Ostroróg (1548)[34].
- Lelio Socino (né à Sienne en 1525), quitte l'Italie pour voyager en Europe[35]. Il développe des thèses contre la Trinité et l’Incarnation.
- Le cérémonial de la cour de Bourgogne est adopté en Espagne[36].
- Le premier traité sur le jeu de dames est publié par Antonio de Torquemada[37].

## Naissances en 1547
- 15 janvier : Edwige de Wurtemberg, fille aînée du duc Christophe de Wurtemberg et de Anne-Marie de Brandebourg-Ansbach († 4 mars 1590).
- 22 janvier : Charles II de Hohenzollern-Sigmaringen, comte de Hohenzollern-Sigmaringen († 8 avril 1606).
- 24 janvier : Jeanne d'Autriche, fille de Ferdinand Ier et d'Anne Jagellon († 10 avril 1578).
- 8 février : Girolamo Mattei, cardinal italien († 8 décembre 1603).
- 13 février : Alde le Jeune, imprimeur vénitien († 24 octobre 1597).
- 18 ou 27 février : Cheikh Bahaï, poète soufi, philosophe, mathématicien, astronome et alchimiste († 1er septembre 1621).
- 19 février : Cristophe Nicolas Radziwiłł, magnat de Pologne-Lituanie, membre de la famille Radziwiłł († 20 novembre 1603).
- 24 février ou 24 février 1545 : Juan d'Autriche, prince espagnol de la famille des Habsbourg († 1er octobre 1578).
- 27 février : Adolphe XIV de Schaumbourg, règne sur Holstein-Pinneberg et sur le comté de Schaumbourg († 2 juillet 1601).
- 1er mars : Rudolf Goclenius l'Ancien, professeur allemand qui enseigna la philosophie, la logique, la métaphysique et l'éthique à l'université de Marbourg († 8 juin 1628).
- 7 mars :
  - Satake Yoshishige, daimyo de l'époque Sengoku († 19 mai 1612).
  - Lambert Thomas Schenkel, pédagogue et philologue néerlandais († 1625).
- 20 mars : Charles de Casaulx, capitaine de la milice bourgeoise de Marseille († 17 février 1596).
- 21 mars : Mathias Strykowski, historien et poète polonais († 1593).
- 14 avril : Jean Buys, prêtre jésuite, théologien et auteur spirituel néerlandais († 30 mai 1611).
- 28 juin : Cristofano Malvezzi, compositeur italien († 22 janvier 1599).
- 10 août : François II de Saxe-Lauenbourg, prince de la maison d'Ascanie († 2 juillet 1619).
- 6 septembre : Giovanni Bonifacio, écrivain, juriste et historien italien († 23 juin 1635).
- 10 septembre : Georges Ier de Hesse-Darmstadt, landgrave de Hesse-Darmstadt († 7 février 1596).
- 14 septembre : Johan van Oldenbarnevelt, avocat et homme politique néerlandais († 13 mai 1619).
- 22 septembre : Nicodemus Frischlin, humaniste allemand et poète latin († 29 novembre 1590).
- 29 septembre (date probable) : Miguel de Cervantes, romancier, poète et dramaturge espagnol, baptisé le 9 octobre († 22 avril 1616).
- ? septembre : Mateo Alemán, écrivain espagnol († vers 1614).
- 2 octobre : Philippe-Louis de Neubourg, comte palatin de Neubourg († 22 août 1614).
- 18 octobre : Juste Lipse, philologue et humaniste né à Overijse (Duché de Brabant) († 23 mars 1606).
- 10 novembre :
  - Martin Moller, poète allemand († 2 mars 1606).
  - Gerhard Truchsess de Waldbourg, prince-électeur et archevêque de Cologne († 21 ou 31 mai 1601).
- 12 novembre : Claude de France († 21 février 1575).
- 5 décembre : Ubbon Emmius, pédagogue historien et théologien réformé néerlandais, fondateur de l’Université de Groningue († 9 décembre 1625).
- 15 décembre : Madeleine de Nassau-Dillenbourg, fille de Guillaume de Nassau-Dillenbourg et de sa seconde épouse, Juliana de Stolberg († 16 mai 1633).

- Date précise inconnue :
  - Peter Bales, calligraphe anglais († vers 1610).
  - Farroukh Bek, peintre miniaturiste persan († vers 1619).
  - Pierre de Brach, avocat, poète et éditeur français († 1605).
  - Giovanni Battista Castello (il Genovese), peintre miniaturiste italien († 1637).
  - George Carey, 2e baron Hunsdon († 9 septembre 1603).
  - Francesco Cornaro, iuniore, cardinal italien († 23 avril 1598).
  - Jurij Dalmatin, écrivain et théologien protestant slovène († 31 août 1589).
  - Floris van der Haer, ecclésiastique des Pays-Bas des Habsbourg et historien († 6 février 1634).
  - Jérôme Hennequin, évêque de Soissons († 10 mars 1619).
  - Honda Tadatsugu, samouraï de l'époque Azuchi Momoyama au service du clan Tokugawa († 1612).
  - Irénarque de Rostov, moine et ascète russe renommé et reconnu Saint († 13 janvier 1616).
  - Georges de la Hèle, compositeur franco-flamand († 27 août 1586).
  - Guillaume de L'Aubespine, diplomate français († 1629).
  - Jacopo Ligozzi, dessinateur et peintre italien de l'école florentine († 1627).
  - Herman de Lynden, militaire au service du Saint-Empire romain germanique et du prince-évêque de Liège († 5 juin 1603).
  - Maeda Matsu, épouse de Maeda Toshiie, fondateur du domaine de Kaga († 1617).
  - Gregorio Martínez, peintre espagnol († 1598).
  - Matsudaira Ietada (Katahara), samouraï de l'époque Sengoku de l'histoire du Japon et 5e daimyo de la branche Katahara du clan Matsudaira († 11 novembre 1582).
  - Manuel Mendes, compositeur portugais († 24 septembre 1605).
  - Camille de Morel, poétesse française († ?).
  - John Norreys, général anglais († 3 juillet 1597).
  - Oda Nagamasu, daimyō, frère cadet de Oda Nobunaga, il se serait converti au christianisme († 24 janvier 1622).
  - Oichi no Kata, noble japonaise, sœur de Oda Nobunaga († 14 juin 1583).
  - Matteo Pérez, peintre maniériste italien († 1616).
  - Juan Rufo, écrivain et militaire espagnol († 1620).
  - Sanada Masayuki, daimyo de l'époque Sengoku de l'histoire du Japon († 13 juillet 1611).
  - Diana Scultori Ghisi, graveuse maniériste italienne († 5 avril 1612).
  - Shimazu Iehisa, samouraï de la période Sengoku membre du clan Shimazu de la province de Satsuma († 10 juillet 1587).
  - Étienne Tabourot, poète français († 1590).
  - Unkoku Togan, peintre japonais († 1618).
  - Jérôme de Villars, prélat français († 18 janvier 1626).
  - Roemer Visscher, négociant et auteur d'épigrammes hollandais († 19 février 1620).
  - Ding Yunpeng, peintre chinois († 1628).
  - Stanisław Żółkiewski, chef militaire polonais († 7 octobre 1620).

- Vers 1547 :
  - García Guerra, Archevêque de Mexico et vice-roi de Nouvelle-Espagne († 31 août 1589).
  - Nicolas de Hoey, peintre et graveur néerlandais († 1611).
  - Orazio Spinola, cardinal italien († 24 juin 1616).
  - Juan de Tovar, prêtre jésuite et linguiste indigène mexicain († 1er décembre 1626).

## Décès en 1547
- 18 janvier :
  - Francisco de Arruda, architecte portugais (° 1510).
  - Pietro Bembo[38], humaniste, poète et cardinal italien (° 20 mai 1470).
- 27 janvier : Anne Jagellon, reine consort de Bohême et de Hongrie (° 23 juillet 1503).
- 28 janvier : Henri VIII d'Angleterre, roi d'Angleterre et d'Irlande (° 28 juin 1491).
- 31 mars : François Ier, roi de France (° 12 septembre 1494).
- 3 avril : Ludger tom Ring l'Ancien, peintre, graveur et décorateur allemand (° 1496).
- 11 avril : Dorothée de Danemark, duchesse de Prusse, princesse de Danemark et de Norvège devenue duchesse consort de Prusse à la suite de son mariage (° 1504).
- 10 mai : Francisco de los Cobos y Molina, secrétaire de Charles Quint (° vers 1477).
- 25 mai : Guy XVII de Laval, comte de Laval, et de Montfort, baron de Quintin (° 14 février 1522).
- 21 juin : Sebastiano del Piombo, peintre italien (° vers 1485).
- 11 juillet : François de Vivonne, gentilhomme français, duc de la Chataigneraie, blessé la veille par Guy Chabot de Jarnac lors d'un fameux duel judiciaire (le coup de Jarnac) (° 1520).
- 23 août : Niccolò Ardinghelli, cardinal italien (° 17 mars 1503).
- 10 septembre : Pierre-Louis Farnèse, premier duc de Castro et le premier duc de Parme et Plaisance (° 19 novembre 1503).
- 18 octobre : Jacopo Sadoleto, 70 ans, cardinal italien, humaniste et écrivain de la Renaissance (° 12 juillet 1477).
- 19 octobre : Perin del Vaga, peintre italien (° 23 juin 1501).
- Octobre ou novembre : Lazare de Baïf, diplomate et humaniste français (° 1496).
- 2 décembre : Hernán Cortés, en Andalousie, alors qu’il s’apprêtait à rejoindre le Mexique (° 1485).
- 17 décembre : Pellegrino da San Daniele, peintre italien (° 1467).
- 28 décembre : Konrad Peutinger, humaniste et collectionneur allemand. Il possédait une copie médiévale (XIIe siècle) des itinéraires de l’Empire romain découverte à Worms au XVe siècle (carte de Castor, v. 350) (° 1465).
- Date précise inconnue :
  - Jörg Breu le Jeune, peintre allemand (° vers 1510).
  - Antonio de Comontes,  peintre espagnol (° ?).
  - Photisarath, roi du Lan Xang, dans l'actuel Laos (° 1501).
  - François Pollet, jurisconsulte français (° 1516).
  - Dirk Vellert, graveur et vitrailliste flamand (° vers 1480).